# Stift-Niet-Maschine
Die Stift-Niet-Maschine, abgekürzt Stinima, ist eine Werkzeugmaschine. Das Stinima-Verfahren zum maschinellen Vernieten von Stimmplatten wurde 1928 von dem Klingenthaler Maschinenbauer Rudolf Steudemann speziell für den Mundharmonikabau entwickelt. Es kam bis zum Ende des Zweiten Weltkriegs nicht großflächig zur Anwendung, wohl aufgrund von Akzeptanzproblemen; dann wurde es im Zuge von Rationalisierungsmaßnahmen wiederentdeckt und auf Großpressen umgesetzt. In dieser Zeit wurde fast jede Mundharmonika als preisgünstige Variante mit dem Stinima-Verfahren genietet.
Das Stinima-Verfahren nutzt beim Vernieten der Tonzunge das Eigenmaterial der Stimmplatte, welches durch einen Stift von unten halb aus den Stimmplattenmaterial herausgedrückt und danach mit der Tonzunge vernietet wird. Der Vorteil dieses Verfahrens ist die hohe Produktionsgeschwindigkeit. Qualitätseinbußen treten dabei allerdings bei dem Luftspalt um die Tonzunge herum auf, der bei diesem Verfahren etwas größer gehalten werden muss. 
Es kann in Fußpendelpressen oder auch in Großpressen angewendet werden.